# Diecezja São Carlos
Diecezja São Carlos (łac. Dioecesis Sancti Caroli in Brasilia) – diecezja Kościoła rzymskokatolickiego w Brazylii. Należy do metropolii Campinas, wchodzi w skład regionu kościelnego Sul 1. Została erygowana przez papieża Piusa X bullą Dioecesium nimiam amplitudinem w dniu 7 czerwca 1908.